# Francesca Capaldi
Francesca Angelucci Capaldi (La Jolla, (Californië), 8 juni 2004) is een Amerikaanse kindactrice die vooral bekend is als Cloe James in de Disney Channel-serie Dog with a blog.

## Leven en carrière
Capaldi werd geboren in La Jolla, maar verhuisde later met haar ouders naar Carlsbad. Ze begon met acteren in kleine rollen voor de Disney Channel-serie A.N.T. Farm en voor de CBS-comedy How I Met Your Mother als de 7-jarige Lily (die als volwassene wordt gespeeld door Alyson Hannigan). Daarnaast was Capaldi te zien in de pilot voor The Goodwin Games. Capaldi speelt ook in de onafhankelijke film 3 Day Test van Corbin Bernsen en in Dog with a blog. In 2015 was ze als stemactrice te horen in The Peanuts Movie waarin ze de stem van Little Red-Haired Girl insprak.